# Scandinavia 4
Scandinavia 4 är ett studioalbum från 1993 med det norska dansbandet Scandinavia. Albumet producerades av Steinar Storm Kristiansen.

## Låtlista
1. Sommer og sol i dine øyne (Musik: Steinar S. Kristiansen Tekst: Rune Rudberg)
2. Min gitar (Musik: Steinar S. Kristiansen Tekst: Rune Rudberg-Steinar S. Kristiansen)
3. Vår gamle jukebox (Musik: Steinar S. Kristiansen Tekst: Rune Rudberg-Steinar S. Kristiansen)
4. Ved stranden (Tekst og musik: Åge Heltzen)
5. Gi meg et svar (Tekst og musik: Rune Rudberg)
6. Tre tente lys (Musik: Patrik Lindqvist/Keith Almgren Norsk text: Marit Vollen)
7. Jolly Bob fra Aberdeen (Musik: L.Dahlqvist Norsk text: S.Fjeld)
8. Tenn et lys (Musik: Steinar S. Kristiansen Tekst: Anne I.Ekstrøm-Steinar S.Kristiansen)
9. Musikken er mitt liv (Musik: Steinar S. Kristiansen Tekst: Britt Viberg)
10. Ung og fri (Tekst og musik: Rune Rudberg)
11. Tro hva du vil (Musik: Harland Howard-Max D. Barnes Norsk text: Rune Rudberg)
12. Hvor er du min engel (Musik: Norell-Oson-Bard-J.Thunqvist norsk text: Rune Rudberg)